# Pilota d'Or 1976
El premi Pilota d'Or 1976, atorgat al millor futbolista europeu de l'any, a criteri d'un panell de periodistes esportius d'arreu dels territoris membres de la UEFA, fou entregat al defensa alemany Franz Beckenbauer el 28 de desembre de 1976. Hi havia 26 votants, procedents d'Àustria, Bèlgica, Bulgària, Txecoslovàquia, Dinamarca, Alemanya Oriental, Anglaterra, Finlàndia, França, Grècia, Hongria, Itàlia, Luxemburg, Països Baixos, Noruega, Polònia, Portugal, República d'Irlanda, Romania, Unió Soviètica , Espanya, Suècia, Suïssa, Turquia, Alemanya Occidental i Iugoslàvia.

## Classificació
| Posició | Nom                 | Club                     | Nacionalitat   | Punts |
| 1       | Franz Beckenbauer   | Bayern de Múnic          | RFA            | 91    |
| 2       | Rob Rensenbrink     | RSC Anderlecht           | Països Baixos  | 75    |
| 3       | Ivo Viktor          | Dukla Praga              | Txecoslovàquia | 52    |
| 4       | Kevin Keegan        | Liverpool FC             | Anglaterra     | 32    |
| 5       | Michel Platini      | AS Nancy                 | França         | 19    |
| 6       | Anton Ondruš        | Slovan Bratislava        | Txecoslovàquia | 16    |
| 7       | Johan Cruyff        | FC Barcelona             | Països Baixos  | 12    |
| 7       | Ivan Ćurković       | AS Saint-Étienne         | Iugoslàvia     | 12    |
| 9       | Rainer Bonhof       | Borussia M’Gladbach      | RFA            | 9     |
| 9       | Gerd Müller         | Bayern de Múnic          | RFA            | 9     |
| 9       | Marián Masný        | Slovan Bratislava        | Txecoslovàquia | 9     |
| 12      | Franco Causio       | Juventus FC              | Itàlia         | 7     |
| 13      | Berti Vogts         | Borussia Mönchengladbach | RFA            | 6     |
| 14      | Tibor Nyilasi       | Ferencvárosi TC          | Hongria        | 5     |
| 15      | Roberto Bettega     | Juventus FC              | Itàlia         | 4     |
| 15      | Jürgen Croy         | Sachsenring Zwickau      | RDA            | 4     |
| 15      | Dudu Georgescu      | Dinamo București         | Romania        | 4     |
| 15      | Jaroslav Pollák     | VSS Košice               | Txecoslovàquia | 4     |
| 19      | Oleg Blokhin        | Dinamo Kyiv              | Unió Soviètica | 3     |
| 19      | Joachim Streich     | 1. FC Magdeburg          | RDA            | 3     |
| 21      | Gérard Janvion      | AS Saint-Étienne         | França         | 2     |
| 21      | Dieter Müller       | 1. FC Köln               | RFA            | 2     |
| 21      | Dominique Rocheteau | AS Saint-Étienne         | França         | 2     |
| 21      | Santillana          | Reial Madrid             | Espanya        | 2     |
| 21      | Benny Wendt         | Tennis Borussia Berlin   | Suècia         | 2     |
| 26      | Dominique Bathenay  | AS Saint-Étienne         | França         | 1     |
| 26      | Jupp Heynckes       | Borussia Mönchengladbach | RFA            | 1     |
| 26      | Ali Kemal           | Trabzonspor              | Turquia        | 1     |
| 26      | Dino Zoff           | Juventus FC              | Itàlia         | 1     |